# Aarhus Business College
 Der er for få eller ingen kildehenvisninger i denne artikel, hvilket er et problem. Du kan hjælpe ved at angive troværdige kilder til de påstande, som fremføres i artiklen.

Aarhus Business College (tidligere Århus Købmandsskole) er en handelsskole, som er beliggende i Aarhus. Med over 3200 elever på ungdomsuddannelserne (2017) er Aarhus Business College en af landets største. Skolen består af 2 gymnasier: Handelsgymnasiet med to afdelinger i henholdsvis Risskov og Viby J. samt EUX-gymnasiet, der er beliggende i Viby J.  
På EUX-gymnasiet findes uddannelserne, EUX Business, EUD Business og den erhvervsrettede 10. klasse, EUD10 Business. På samme lokation tilbyder Aarhus Business College også EUD Business for Voksne og EUD for Studenter.
Aarhus Business College har også en afdeling for voksen- og efteruddannelse. Afholdelsen af AMU-kurser og lederudvikling foregår på Handelsfagskolen i Skåde og Odder; dette i forlængelse af, at Aarhus Business College i 2019 fusionerede med Handelsfagskolen med det fællesmål at skabe Danmarks bedste hovedforløbsskole.

## Historie
Aarhus Business College blev stiftet i 1865 under navnet "Aarhus Handelsforenings Aftenskole". Handelsforeningen var stiftet få år før, og medlemmerne heraf så også behovet for en ordentlig undervisning af købmænd og andre handlende. Det var dog først med opførelsen af Den Jyske Handelshøjskole i 1905 i Hans Broges Gade, at der kom virkelig gang i sagen. Initiativtageren var Johannes Baune, der også var formand for skolen i mere end 25 år. Skolen kom til at ligge i den – på det tidspunkt – nye del af Aarhus syd for banegården. Den blev tegnet af den berømte arkitekt Hack Kampmann, der bl.a. også tegnede Aarhus Teater.
Handelshøjskolen i Aarhus blev oprettet i 1956 som en selvstændig institution og tog undervisning samt navnet med til de nye bygninger ved Viborgvej. I stedet blev skolen i Hans Broges Gade nu til Århus Købmandsskole, Århus Handelsgymnasium.
Siden blev skolen udvidet til flere adresser i byen i takt med, at udbuddet af uddannelser steg, til den nåede sin nuværende udbredelse. Pr. 1. januar 2009 blev erhvervsakademiet udskilt til en selvstændig institution sammen med akademiuddannelser fra Aarhus Tech og Jordbrugets UddannelsesCenter Århus i Erhvervsakademi Aarhus.
I marts 2015 blev skolen omdøbt og fik en ny visuel identitet. Det resulterede i det internationalt klingende navn: Aarhus Business College. Der værnes dog fortsat om traditioner og købmandsskab.

## Udbud af uddannelser
I 2022 udbyder skolen uddannelser på følgende områder:
- Højere Handelseksamen (HHX), som tages på handelsgymnasiet i Risskov og Viby J.[1]
- Erhvervsuddannelserne EUX Business, EUD Business og EUV Business for Voksne, som tages på EUX-gymnasiet i Sønderhøj i Viby J.[2][3][4]
- EUD for Studenter, som tages på EUX-gymnasiet i Sønderhøj i Viby J.[5]
- Den erhvervsrettede 10. klasse, EUD10 Business, som tages på EUX-gymnasiet i Sønderhøj i Viby J.[6]
- Kurser & efteruddannelse. Aktiviteter er fordelt ml. Sønderhøj i Viby J. samt på Handelsfagskolen i Skåde & Odder.[7]

### Handelsgymnasiet (HHX)
Aarhus Handelsgymnasium er den ungdomsuddannelse i Aarhus Kommune, der har flest elever. Gymnasiet består af to afdelinger: En i Risskov og en i Viby J. Med en gymnasial HHX-uddannelse på 3 år får man adgang til mere end 200 videregående uddannelser (2018). På handelsgymnasiet læser man fag som erhvervsjura, virksomhedsøkonomi, international økonomi og afsætning – fag som er praksisnære, og som tager udgangspunkt i virkelighedens arbejdsmarked.

### EUX-gymnasiet
På EUX-gymnasiet kan følgende uddannelser tages: 
EUX Business er den eneste ungdomsuddannelse, hvor du både bliver student og får joberfaring fra det virkelige liv i en virksomhed. Aarhus Business College startede EUX Business op i sommeren 2015, og siden har den udviklet sig til at være et yderst kompetent alternativ til de andre ungdomsuddannelser. Efter to års grundforløb på EUX-gymnasiet j i Viby J. skal elever ud i en virksomhed.
EUD Business er en erhvervsuddannelse for dem, der gerne vil hurtigt ud i erhvervslivet. EUD Business minder meget om EUX Business, men i stedet for to års skolegang har man kun et enkelt år på Aarhus Business College, inden man skal ud og have en toårig elevplads i en virksomhed. På EUD Business kan man vælge mellem to retninger: Business to Business og Butik og E-handel.
EUV Business er grundlæggende det samme som en EUX Business. Den helt store forskel er, at den kun er for folk over 25 år.
EUD for Studenter er lavet til dem, der har taget en studentereksamen på HHX, STX, HTX eller HF, men som gerne vil have en karriere inden for kontor, handel, detail eller event. På Aarhus Business College findes et 5-ugers online forløb for HHX-studenter og et 10-ugers forløb, for dem med en studentereksamen fra STX, HF eller HTX. 10-ugersforløbet kan både tages online og som klassisk tilstedeværelses-undervisning, hvor man møder op i skole hver dag.
EUD10 Business er en 10. klasse, hvor eleverne kan smage på de erhvervsfaglige fag i både teori og praksis, inden de skal vælge ungdomsuddannelse. Eleverne går på EUX-gymnasiet på Aarhus Business College, som ligger i Viby J., hvor erhvervsuddannelserne også ligger. Det betyder, at eleverne bl.a. går på samme skole som dem, der læser EUX Business og EUD Business. Derfor får de også et større indblik i, hvad det vil sige at gå på en erhvervsuddannelse på Aarhus Business College.

### Kurser & efteruddannelse
Kurser & efteruddannelse er navnet på Aarhus Business Colleges kursusafdeling, som udbyder kurser og efteruddannelsesforløb inden for fagområder som IT, ledelse, kommunikation, salg og markedsføring, sprog samt økonomi. Kursusafdelingen udbyder forskellige typer af kurser; kurser målrettet ledige, inkl. 6 ugers forløb, kurser til personer i job samt virksomhedsrettede forløb, der endda kan skræddersyes. Mange af kurserne er arbejdsmarkedsuddannelser (AMU), hvortil der kan opnås tilskud og VEU-godtgørelse. Kurser & efteruddannelse på Aarhus Business College er en del af VEU-Center Østjylland. Kurserne afholdes på Handelsfagskolen i Skåde og Odder. 